# Republik Khmer
Die Republik Khmer oder Khmer-Republik (Khmer សាធារណរដ្ឋខ្មែរ, Sathéaranakrâth Khmer, französisch République khmère) existierte von 1970 bis 1975 auf einem Teil des Staatsgebiets des heutigen Kambodscha, nachdem Prinz Norodom Sihanouk durch einen Putsch von General Lon Nol entmachtet worden war. Nach der Niederlage der Republik Khmer im Kambodschanischen Bürgerkrieg riefen die siegreichen Roten Khmer 1975 das Demokratische Kampuchea aus.

## Geschichte

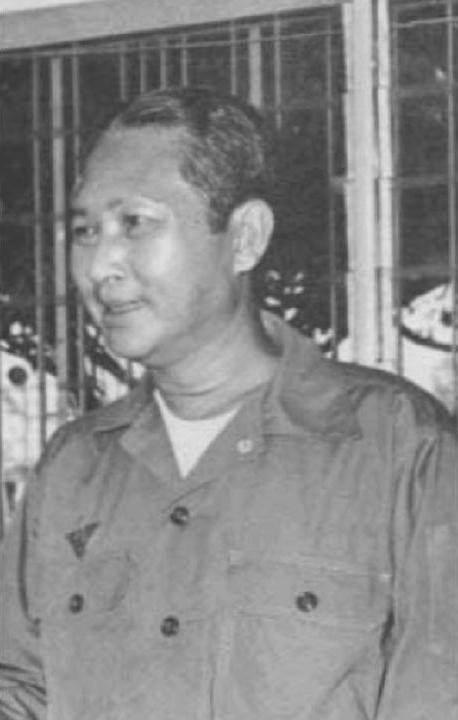
General Lon Nol, Präsident der Republik Khmer

Sihanouk, der als König 1955 zugunsten seines Vaters abgedankt hatte, lenkte das Land weiterhin als Staatschef. Er versuchte nach der Unabhängigkeit Kambodschas während des Vietnamkrieges eine Politik der Neutralität zu führen. Durch den Ho-Chi-Minh-Pfad und Nachschublager der Vietminh im Osten des Landes griff der Krieg jedoch auf Kambodscha über. 
Nachdem die Vereinigten Staaten sich zunächst auf Bombardements im Osten des Landes beschränkt hatten, stürzten 1970 kambodschanische Offiziere unter General Lon Nol mit amerikanischer Hilfe Sihanouk und riefen die Republik Khmer aus. Die USA waren der Meinung, dass die Regierung Sihanouks nicht entschieden genug gegen die Vietminh vorgegangen war. Südvietnamesische und amerikanische Truppen unterstützten nun im Lande die jetzt als FANK (Forces armées nationales khmères) bezeichneten Regierungseinheiten im Kampf gegen die Rebellen der Roten Khmer, die Vietminh und die Nordvietnamesische Volksarmee.
Am 10. März 1972, kurz bevor die Verfassunggebende Versammlung eine neue Verfassung beschließen konnte, verkündete Lon Nol deren Auflösung und zwang Cheng Heng, der seit dem Sturz Sihanouks nominelles Staatsoberhaupt war, ihm sein Amt zu übertragen. Am zweiten Jahrestag des Putsches verkündete Lon Nol sein neues Amt, hielt aber zeitgleich das Amt des Premierministers und des Verteidigungsministers inne. Am 4. Juni 1972 ließ er sich in einer offenkundig gefälschten Wahl zum Präsidenten der Khmer-Republik wählen. Durch die am 30. April ratifizierte, von Lon Nol noch veränderte Verfassung wurden die seit der Ausrufung der Republik gegründeten Parteien weitgehend entmachtet und faktisch bedeutungslos.
Im Januar 1973 kam Hoffnung auf ein baldiges Kriegsende auf, als das Pariser Friedensabkommen den Krieg in Südvietnam und Laos beendete. Infolgedessen verkündete Lon Nol am 29. Januar einseitig einen Waffenstillstand für das ganze Land.  Die Roten Khmer ignorierten dieses Friedensangebot jedoch und setzten zu neuen offensiven Operationen an. Bis März hatten Verluste, Desertationen und niedrige Freiwilligenzahlen die Mannstärke der FANK so weit sinken lassen, dass Lon Nol die Wehrpflicht einführte. Im April konnten jedoch erstmals kommunistische Truppen bis in die Vororte Phnom Penhs vordringen. Mehrere amerikanische Luftangriffe konnten sie jedoch zum Rückzug zwingen und fügten ihnen bei ihrem Rückzug auf das Land schwere Verluste zu.

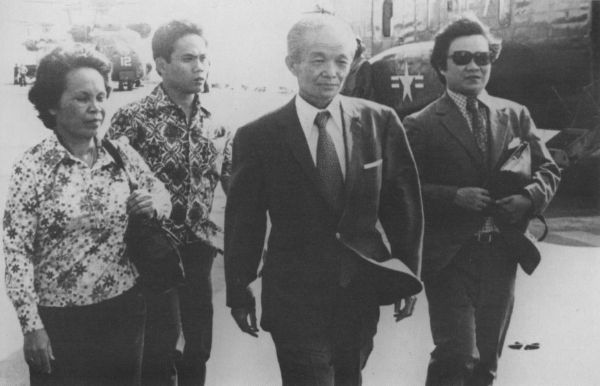
Saukam Khoy, Nachfolger Lon Nols als Präsident, kommt auf der USS Okinawa an, auf welche er am 12. April 1975 geflüchtet war.

Während des Jahres 1973 konnten die radikalsten Anhänger um Pol Pot und Son Sen die Führungsspitze der Roten Khmer übernehmen. Das Verhältnis der Roten Khmer zu Vietnam verschlechterte sich zusehends. Die Lage der Republik Khmer wurde im Laufe des Jahres 1974 immer hoffnungsloser. Am 1. Januar 1975 starteten die Roten Khmer ihre endgültige Offensive zur Eroberung der belagerten kambodschanischen Hauptstadt. Die Kämpfe wurden mit äußerster Härte geführt, da die Soldaten der FANK aufgrund der vielen Gerüchte über die Grausamkeiten der Roten Khmer im Falle einer Gefangennahme das Schlimmste erwarteten und daher bis zum Ende kämpften. 
Lon Nol trat nach einer Serie von Niederlagen von allen seinen Ämtern zurück und verließ das Land am 1. April 1975. Saukam Khoy wurde sein Nachfolger als Präsident der Khmer-Republik, flüchtete aber schon am 12. April auf die USS Okinawa. Ein siebenköpfiger Militärrat unter General Sak Sutsakhan übernahm die Regierungsgewalt in der Republik. Am 17. April 1975 um zehn Uhr morgens verkündete General Mey Si Chan über Radio, dass alle Truppen der FANK die Kämpfe einstellen sollten, da Verhandlungen über die Kapitulation Phnom Penhs geführt würden. Damit war der Kambodschanische Bürgerkrieg beendet und die Roten Khmer riefen das Demokratische Kampuchea aus. Fast augenblicklich begannen sie, alle Einwohner zum Verlassen der Stadt zu zwingen und trieben sie auf das Land, was später zum Völkermord der Roten Khmer führte.

## Gebietskontrolle

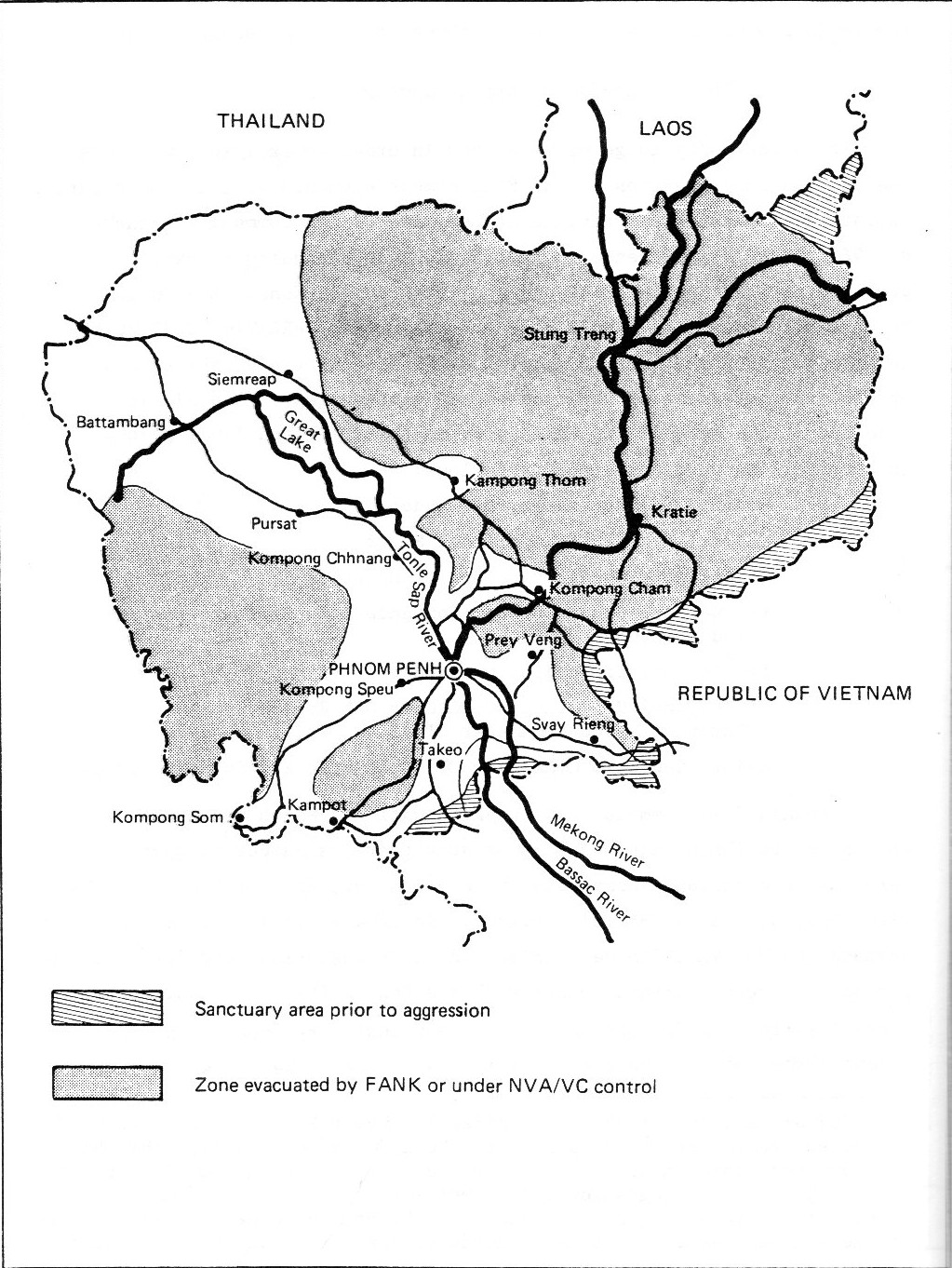
Bereits seit Ende 1970 standen weite Gebiete im Norden und Osten Kambodschas nicht mehr unter Kontrolle der Khmer-Republik

Die Republik Khmer kontrollierte während ihres gesamten Existenzzeitraums niemals das gesamte Staatsgebiet des ehemaligen Königreichs. Bereits 1970 beherrschten die aufständischen Roten Khmer nahezu alle Gebiete östlich des Mekong, insgesamt rund ein Drittel Kambodschas, daran änderte auch der Einmarsch US-amerikanischer und südvietnamesischer Truppen nichts. Ende 1971 bzw. Anfang 1972 beherrschten die Roten Khmer bereits gut die Hälfte des Landes mit einem Viertel der Bevölkerung, demgegenüber kontrollierte Ende 1972 die Republik kaum noch ein Drittel Kambodschas, in welchem allerdings die Mehrheit der Bevölkerung lebte. Anderen Angaben zufolge beherrschten die Roten Khmer bereits 1971 vier Fünftel des Landes, 1972 schon sechs Siebtel, 1974 sogar neun Zehntel des Territoriums mit drei Viertel der Bevölkerung.
Das Herrschaftsgebiet der Republik war seit 1973 faktisch auf Phnom Penh und Teile des Nordwestens Kambodschas entlang einer Verbindungsstraße nach Thailand beschränkt, seit 1974 bzw. 1975 dann nur noch auf die vollkommen eingeschlossene Hauptstadt, dessen Bevölkerung aber angesichts zahlreicher Flüchtlinge bereits 1973 auf 2 Millionen und 1975 schließlich auf drei Millionen Menschen angewachsen war.

## Staatsoberhäupter der Republik Khmer
| Name          | Amtsantritt    | Ende der Amtszeit | Bemerkungen                                |
| ------------- | -------------- | ----------------- | ------------------------------------------ |
| Cheng Heng    | 21. März 1970  | 10. März 1972     | Staatsoberhaupt; durch Putsch an der Macht |
| Lon Nol       | 10. März 1972  | 1. April 1975     | Präsident; militärischer Machthaber        |
| Saukam Khoy   | 1. April 1975  | 12. April 1975    | amtierender Präsident                      |
| Sak Sutsakhan | 12. April 1975 | 17. April 1975    | Vorsitzender des Obersten Ausschusses      |